# Pineus patchae
Pineus patchae är en insektsart. Pineus patchae ingår i släktet Pineus och familjen barrlöss. Inga underarter finns listade i Catalogue of Life.